# Dębnik (Wilków)

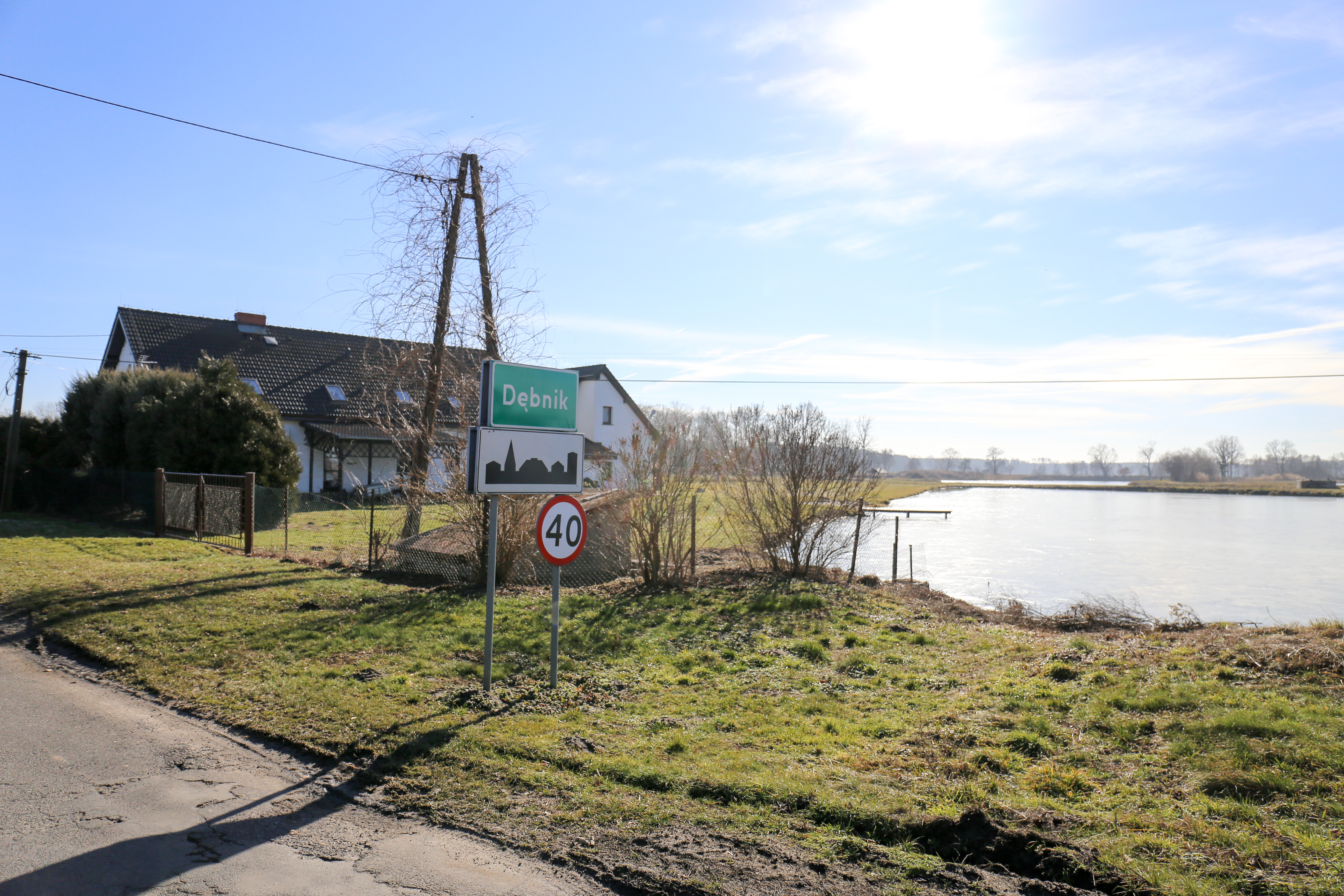
Ortseingang

Dębnik (deutsch: Damnig) ist ein Ort in der Gmina Wilków im Powiat Namysłowski in der Woiwodschaft Opole in Polen.

## Geographie
Das Straßendorf Dębnik liegt zwei Kilometer südwestlich von Wilków, sechs Kilometer westlich von Namysłów (Namslau) und 60 Kilometer nordwestlich von Opole (Oppeln) in der Schlesischen Tiefebene am linken Ufer der Widawa, einem rechten Zufluss der Oder. Südlich des Dorfes liegen weitläufige Waldgebiete. Das Dorf ist umgeben von zahlreichen Teichgebieten.
Nachbarorte von sind im Osten Lubska (Laubsky) und im Nordosten Wilków (Wilkau).

## Geschichte
Über die Entstehung oder Gründung des Ortes existiert keine Überlieferung. Das Dorf wurde vermutlich im 17. oder 18. Jahrhundert gegründet.
Nach dem Ersten Schlesischen Krieg 1742 fiel Wilkau mit dem größten Teil Schlesiens an Preußen. 1790 war der Ort im Besitz der Familie von Ohlen. Im gleichen Jahr zählte der Ort 2 Wirtschaftsgebäude, ein Gasthaus, 5 freie Gärtnereien, 2 Gehöfte, 11 Bauernhöfe und 78 Einwohner.
Nach der Neuorganisation der Provinz Schlesien gehörte die Landgemeinde Damnig ab 1816 zum Landkreis Namslau im Regierungsbezirk Breslau. In 1845 bestanden im Dorf ein Vorwerk und 16 Häuser. Im gleichen Jahr lebten in Damnig 123 Menschen, davon 22 katholisch. 1874 wurde der Amtsbezirk Wilkau gegründet, welcher die Landgemeinden Damnig, Ellguth, Nieder Wilkau und Ober Wilkau und die Gutsbezirke Damnig, Nieder Wilkau und Ober Wilkau und Hospital-Weidegrundstücke von Namslau umfasste. 1895 zählte der Ort 15 Wohnhäuser sowie 85 Einwohner, davon 15 katholisch.
1910 zählte der Ort 81 Einwohner. 1933 zählte Damnig 73 sowie 1939 74 Einwohner. Bis 1945 gehörte der Ort zum Landkreis Namslau.
Als Folge des Zweiten Weltkrieges kam der Ort 1945 an Polen, wurde in Dębnik umbenannt und der Woiwodschaft Schlesien angeschlossen. 1950 wurde Dębnik der Woiwodschaft Opole zugeteilt. 1999 wurde es Teil des wiedergegründeten Powiat Namysłowski.

## Sehenswürdigkeiten
- Das Schloss Damnig (poln. Dwór Dębnik) wurde im 19. Jahrhundert errichtet. Der eingeschossige Schlossbau besitzt ein Walmdach. Das Schloss steht heute leer und verfällt.[6]